# Villefranche-du-Queyran
Villefranche-du-Queyran è un comune francese di 411 abitanti situato nel dipartimento del Lot e Garonna nella regione della Nuova Aquitania.

## Società

### Evoluzione demografica
Abitanti censiti